# Andrena birtwelli
Andrena birtwelli är en biart som beskrevs av Cockerell 1901. Andrena birtwelli ingår i släktet sandbin, och familjen grävbin. Inga underarter finns listade i Catalogue of Life.